# Дрохлін (Підляське воєводство)
Дрохлін (пол. Drochlin) — село в Польщі, у гміні Городиськ Сім'ятицького повіту Підляського воєводства.
Населення — 93 особи (2011).
У 1975-1998 роках село належало до Білостоцького воєводства.

## Демографія
Демографічна структура станом на 31 березня 2011 року:
|          | Загалом | Допрацездатний вік | Працездатний вік | Постпрацездатний вік |
| -------- | ------- | ------------------ | ---------------- | -------------------- |
| Чоловіки | 44      | 9                  | 25               | 10                   |
| Жінки    | 49      | 10                 | 25               | 14                   |
| Разом    | 93      | 19                 | 50               | 24                   |